# Коган Андрій Ігорович
Андрі́й І́горович Ко́ган (нар. 26 квітня 1984, м. Калинівка, Вінницька область, Українська РСР — пом. 26 червня 2014, с-ще Мирне, Слов'янський район, Донецька область, Україна) — український військовослужбовець, десантник, сержант Збройних сил України.

## Життєпис
Народився 1984 року в місті Калинівка на Вінниччині, у родині військових (за іншими даними, народився на Запоріжжі, шкільні роки пройшли у Калинівці). Батько Ігор Коган — кадровий військовий, колишній головний інженер місцевої військової частини-арсеналу, підполковник у відставці. Мати Олена тривалий час служила у відділі кадрів військової частини. Тож, й Андрій з дитинства хотів стати військовим, як дід і батько, та служити у повітряно-десантних військах, приділяв увагу фізичній підготовці, розбирався у моделях військової техніки. Закінчив Калинівську школу № 2. Навчався у Вінницькому політехнічному університеті.
Пішов на строкову службу в Житомирську аеромобільну бригаду, по тому лишився на військовій службі за контрактом. У квітні 2012 одружився, мешкав із сім'єю у військовому містечку села Висока Піч Житомирського району.
Сержант, командир відділення протитанкового взводу 1-го аеромобільно-десантного батальйону 95-ї окремої аеромобільної бригади, в/ч А0281, м. Житомир.
У зв'язку з російською збройною агресією проти України з березня 2014 виконував завдання із захисту Батьківщини, ніс службу на блокпостах у Херсонській області на адміністративному кордоні з окупованим російськими військами Кримом. З травня по червень перебував у районі Слов'янська на горі Карачун, а з початку червня, у складі ротно-тактичної групи 95-ї бригади, — на блокпосту № 1.

## Обставини загибелі
26 червня 2014, в часі оголошеного «перемир'я», російські терористи здійснили масований — із застосуванням танків та мінометів — штурм блокпоста № 1, що був розташований на північно-західній околиці Слов'янська в районі водойми Рибгоспу — поблизу селища Мирне. Бойовики почали обстріл з боку дамби і дороги, після чого пішли на штурм. У перші хвилини бою було підбито два БТРа десантників 95-ї бригади. У підбитому з танку БТР-80 загинув солдат Ігор Ващук. Намагаючись його врятувати, дістав смертельне поранення боєць 2-го резервного батальйону Нацгвардії Артур Гулик. У бою десантники сержант Андрій Коган і старший солдат Максим Добрянський з ПТРК «Фагот» відкрили вогонь по танку противника, але біля них розірвався снаряд, вони загинули в одному окопі. Ще п'ятеро бійців у ході бою зазнали поранень. Один з трьох танків бойовиків нацгвардійці знищили з РПГ. Під натиском переважаючих сил противника оборонцям довелось відступити за наказом, але вже наступного дня контроль над блокпостом було повернуто.
Похований 2 липня на Смолянському військовому кладовищі Житомира.
Залишилася батьки у Калинівці на Вінниччині, дружина Віра, 1,5 річний син Євген, двоє синів дружини — у Високій Печі на Житомирщині та молодший брат Вадим.

## Нагороди
- 14 серпня 2014 року — «за особисту мужність і героїзм, виявлені у захисті державного суверенітету та територіальної цілісності України», відзначений — нагороджений орденом «За мужність» III ступеня (посмертно)[7].
- недержавна медаль «За визволення Слов'янська» (посмертно).

## Вшанування пам'яті
На місці 1-го блокпосту біля с-ща Мирне відкрито меморіальний знак на честь загиблих під час бою 26 червня 2014 року.
У селі Висока Піч під Житомиром відкрили меморіальну дошку на честь мешканця військового містечка Андрія Когана. Дошку встановили на фасаді Високопічської ЗОШ І-ІІІ ступенів № 2, куди ходитиме син військовослужбовця.